# Орбара
Орбара (баск. Orbara, ісп. Orbara) — муніципалітет в Іспанії, у складі автономної спільноти Наварра. Населення — 44 особи (2009).
Муніципалітет розташований на відстані близько 350 км на північний схід від Мадрида, 36 км на північний схід від Памплони.

## Демографія
Динаміка населення (INE ):

## Галерея зображень

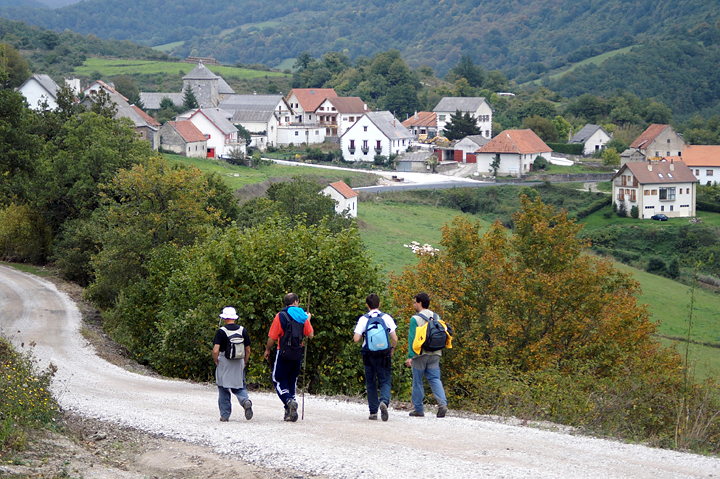
Орбара